# Telefonvorwahl (Vereinigtes Königreich)
| Vorwahl Codes              |
| -------------------------- |
| Telefonvorwahl: 44         |
| Internationale Vorwahl: 00 |

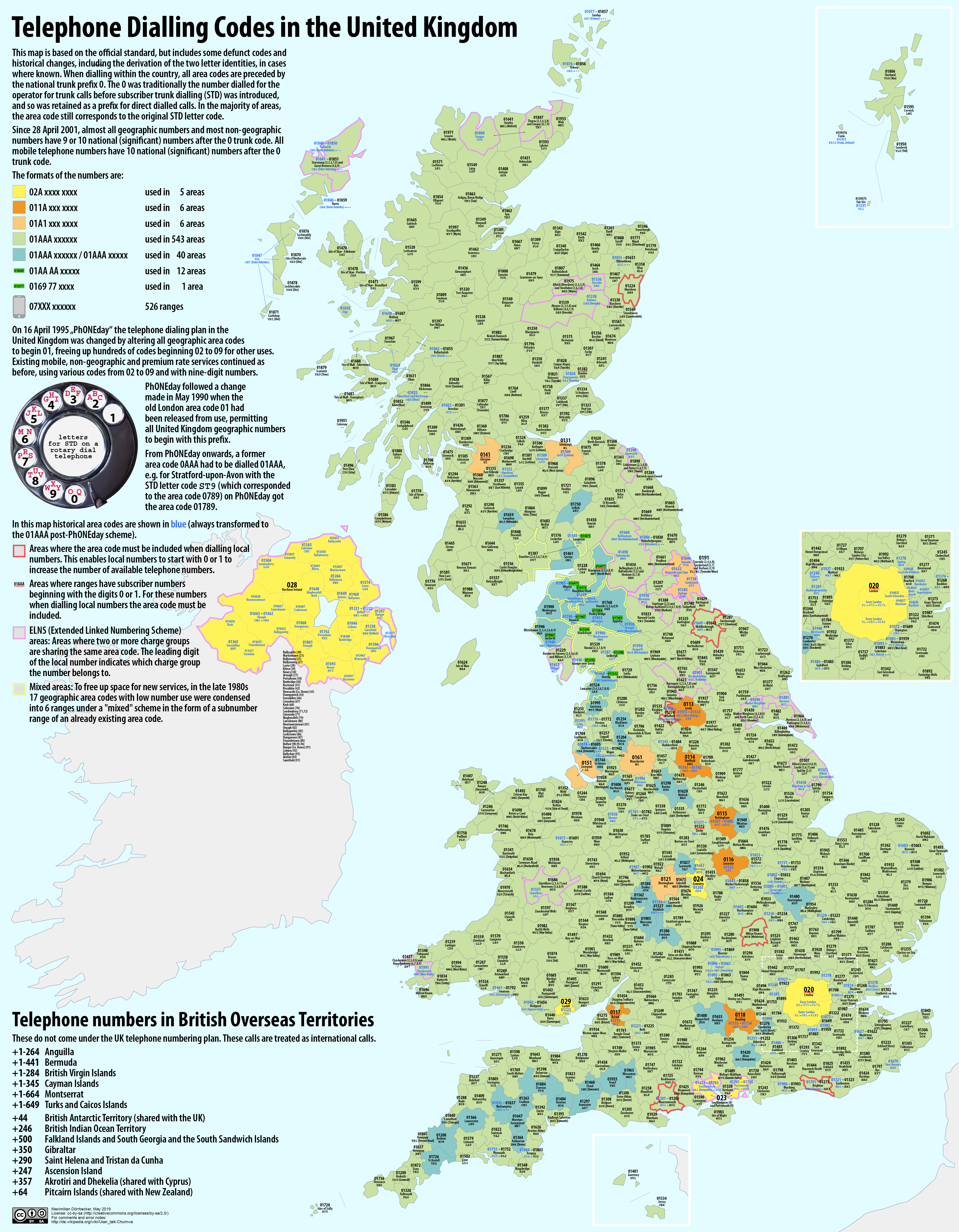
Telefonvorwahlen im Vereinigten Königreich

Die Telefonvorwahlnummern im Vereinigten Königreich werden vom Office of Communications (Ofcom) im Vereinigten Königreich reguliert. In das britische Telefonnetz integriert, aber kein Bestandteil des Vereinigten Königreichs sind die Kanalinseln und die Isle of Man.
Die Anwahl einer britischen Rufnummer aus dem Ausland geschieht folgendermaßen:
Internationale Vorwahl + 44 (Ländercode) + Ortsvorwahl (ohne führende Null) + Telefonnummer.
Die Anwahl innerhalb des Landes kann stets so erfolgen:
Vorwahl + Telefonnummer.
Im Festnetz kann eine Nummer im selben Vorwahl-Bereich auch ohne Vorwahl angewählt werden.

## Rufnummernbereiche
| Rufnummernbereich                               | Zuweisung                                                                           |
| ----------------------------------------------- | ----------------------------------------------------------------------------------- |
| 01 / 02                                         | Geographische Nummern (siehe nächster Abschnitt)                                    |
| 030x / 033x                                     | Sondernummern, die wie geographische Nummern tarifiert werden                       |
| 034x / 037x                                     | Sondernummern, die wie geographische Nummern tarifiert werden (bisher 084 bzw. 087) |
| 0500                                            | Free-call-Dienste                                                                   |
| 055                                             | Firmenzugänge                                                                       |
| 056                                             | Elektronische Kommunikationsdienste                                                 |
| 070                                             | Persönliche Rufnummern                                                              |
| 071xx–075xx / 07624                             | Mobilnummern                                                                        |
| 076xx                                           | Funkrufdienste                                                                      |
| 077xx–079xx                                     | Mobilnummern                                                                        |
| 0800 / 0808                                     | Free-call-Dienste                                                                   |
| 0820                                            | Sonderdienst: Internet für Schulen                                                  |
| 0842–0844 / 0845 / 0870 / 0871–0873 / 090x–091x | Mehrwertdienste                                                                     |
| 098x                                            | Dienste der sexuellen Unterhaltung                                                  |
| 116                                             | Kostenfreie Dienste                                                                 |
| 118                                             | Auskunftsdienste                                                                    |
| 124–140, 143–146, 148–149, 160–169, 181–189     | Zugangsnummern für alternative Netzbetreiber                                        |

## Ortsvorwahlen
Liste der Ortsvorwahlnummern im britischen Telefonnetz geordnet nach Ortsvorwahlnummern.
| 0113 – 01398 | 01400 – 01599 | 01600 – 01799 | 01803 – 029 (20, 21, 22) |
| --- | --- | --- | --- |
| - 01xx(xx) - 011x - 0113 Leeds - 0114 Sheffield - 0115 Nottingham - 0116 Leicester - 0117 Bristol - 0118 Reading - 012x(x) - 01200 Clitheroe - 01202 Bournemouth - 01204 Bolton - 01205 Boston - 01206 Colchester - 01207 Consett - 01208 Bodmin - 01209 Redruth - 0121 Birmingham - 01223 Cambridge - 01224 Aberdeen - 01225 Bath - 01226 Barnsley - 01227 Canterbury - 01228 Carlisle - 01229 Barrow-in-Furness / Millom - 01233 Ashford (Kent) - 01234 Bedford - 01235 Abingdon-on-Thames - 01236 Coatbridge - 01237 Bideford - 01239 Cardigan - 01241 Arbroath - 01242 Cheltenham - 01243 Chichester - 01244 Chester - 01245 Chelmsford - 01246 Chesterfield - 01248 Bangor (Gwynedd) - 01249 Chippenham - 01250 Blairgowrie and Rattray - 01252 Aldershot - 01253 Blackpool - 01254 Blackburn - 01255 Clacton-on-Sea - 01256 Basingstoke - 01257 Coppull, Chorley - 01258 Blandford - 01259 Alloa - 01260 Congleton - 01261 Banff - 01262 Bridlington - 01263 Cromer - 01264 Andover - 01267 Carmarthen - 01268 Basildon - 01269 Ammanford - 01270 Crewe - 01271 Barnstaple - 01273 Brighton - 01274 Bradford - 01275 Clevedon - 01276 Camberley - 01277 Brentwood - 01278 Bridgwater - 01279 Bishop’s Stortford - 01280 Buckingham - 01282 Burnley - 01283 Burton upon Trent - 01284 Bury St Edmunds - 01285 Cirencester - 01286 Caernarfon - 01287 Guisborough - 01288 Bude - 01289 Berwick-upon-Tweed - 01290 Cumnock - 01291 Chepstow - 01292 Ayr - 01293 Crawley - 01294 Ardrossan - 01295 Banbury - 01296 Aylesbury - 01297 Axminster - 01298 Buxton - 01299 Bewdley - 013x(xx) - 01300 Cerne Abbas - 01301 Arrochar - 01302 Doncaster - 01303 Folkestone - 01304 Dover - 01305 Dorchester - 01306 Dorking - 01307 Forfar - 01308 Bridport - 01309 Forres - 0131 Edinburgh - 01320 Fort Augustus - 01322 Dartford - 01323 Eastbourne - 01324 Falkirk - 01325 Darlington - 01326 Falmouth - 01327 Daventry - 01328 Fakenham - 01329 Fareham - 01330 Banchory - 01332 Derby - 01333 Peat Inn, Leven (Fife) - 01334 St Andrews - 01335 Ashbourne - 01337 Ladybank - 01339 Aboyne und Ballater - 01340 Craigellachie (Aberlour) - 01341 Barmouth - 01342 East Grinstead - 01343 Elgin - 01344 Bracknell und Easthampstead - 01346 Fraserburgh - 01347 Easingwold - 01348 Fishguard - 01349 Dingwall - 01350 Dunkeld - 01352 Mold - 01353 Ely - 01354 Chatteris - 01355 East Kilbride - 01356 Brechin - 01357 Strathaven - 01358 Ellon - 01359 Pakenham - 01360 Killearn - 01361 Duns - 01362 Dereham - 01363 Crediton - 01364 Ashburton - 01366 Downham Market - 01367 Faringdon - 01368 Dunbar - 01369 Dunoon - 01371 Great Dunmow - 01372 Esher - 01373 Frome - 01375 Grays - 01376 Braintree - 01377 Driffield - 01379 Diss - 01380 Devizes - 01381 Fortrose - 01382 Dundee - 01383 Dunfermline - 01384 Dudley - 01386 Evesham - 01387 Dumfries - 013873 Langholm - 01388 Bishop Auckland / Stanhope (Eastgate) - 01389 Dumbarton - 01392 Exeter - 01394 Felixstowe - 01395 Budleigh Salterton - 01397 Fort William - 01398 Dulverton | - 01xx(xx) - 014x(x) - 01400 Honington - 01403 Horsham - 01404 Honiton - 01405 Goole - 01406 Holbeach - 01407 Holyhead - 01408 Golspie - 01409 Holsworthy - 0141 Glasgow - 01420 Alton - 01422 Halifax - 01423 Boroughbridge und Harrogate - 01424 Hastings - 01425 Ringwood - 01427 Gainsborough - 01428 Haslemere - 01429 Hartlepool - 01430 Market Weighton und North Cave - 01431 Helmsdale - 01432 Hereford - 01433 Hathersage - 01434 Bellingham, Haltwhistle und Hexham - 01435 Heathfield - 01436 Helensburgh - 01437 Clynderwen (Clunderwen) und Haverfordwest - 01438 Stevenage - 01439 Helmsley - 01440 Haverhill - 01442 Hemel Hempstead - 01443 Pontypridd - 01444 Haywards Heath (bedient auch Burgess Hill) - 01445 Gairloch - 01446 Barry - 01449 Stowmarket - 01450 Hawick - 01451 Stow-on-the-Wold - 01452 Gloucester - 01453 Dursley - 01454 Chipping Sodbury - 01455 Hinckley - 01456 Glenurquhart - 01457 Glossop - 01458 Glastonbury - 01460 Chard - 01461 Gretna - 01462 Hitchin - 01463 Inverness - 01464 Insch - 01465 Girvan - 01466 Huntly - 01467 Inverurie - 01469 Killingholme - 01470 Isle of Skye – Edinbane - 01471 Isle of Skye – Broadford - 01472 Grimsby - 01473 Ipswich - 01474 Gravesend - 01475 Greenock - 01476 Grantham - 01477 Holmes Chapel - 01478 Isle of Skye – Portree - 01479 Grantown-on-Spey - 01480 Huntingdon - 01481 Guernsey - 01482 Hull - 01483 Guildford - 01484 Huddersfield - 01485 Hunstanton - 01487 Warboys - 01488 Hungerford - 01489 Bishops Waltham - 01490 Corwen - 01491 Henley-on-Thames - 01492 Colwyn Bay - 01493 Great Yarmouth - 01494 High Wycombe - 01495 Pontypool - 01496 Port Ellen - 01497 Hay-on-Wye - 01499 Inveraray - 015x(xx) - 01501 Harthill - 01502 Lowestoft - 01503 Looe - 01505 Johnstone - 01506 Bathgate - 01507 Alford (Lincs), Louth und Spilsby (Horncastle) - 01508 Brooke - 01509 Loughborough - 0151 Liverpool - 01520 Lochcarron - 01522 Lincoln - 01524 Lancaster - 015242 Hornby - 01525 Leighton Buzzard - 01526 Martin - 01527 Redditch - 01528 Laggan - 01529 Sleaford - 01530 Coalville und Ashby-de-la-Zouch - 01531 Ledbury - 01534 Jersey - 01535 Keighley - 01536 Kettering - 01538 Ipstones - 01539 Kendal - 015394 Hawkshead - 015395 Grange-over-Sands - 015396 Sedbergh - 01540 Kingussie - 01542 Keith - 01543 Cannock - 01544 Kington - 01545 Llanarth - 01546 Lochgilphead - 01547 Knighton - 01548 Kingsbridge - 01549 Lairg - 01550 Llandovery - 01553 King’s Lynn - 01554 Llanelli - 01555 Lanark - 01556 Castle Douglas - 01557 Kirkcudbright - 01558 Llandeilo - 01559 Llandysul - 01560 Moscow - 01561 Laurencekirk - 01562 Kidderminster - 01563 Kilmarnock - 01564 Lapworth - 01565 Knutsford - 01566 Launceston - 01567 Killin - 01568 Leominster - 01569 Stonehaven - 01570 Lampeter - 01571 Lochinver - 01572 Oakham - 01573 Kelso - 01575 Kirriemuir - 01576 Lockerbie - 01577 Kinross - 01578 Lauder - 01579 Liskeard - 01580 Cranbrook - 01581 New Luce - 01582 Luton - 01583 Carradale - 01584 Ludlow - 01586 Campbeltown - 01588 Bishop’s Castle - 01590 Lymington - 01591 Llanwrtyd Wells - 01592 Kirkcaldy - 01593 Lybster - 01594 Lydney - 01595 Lerwick, Foula und Fair Isle - 01597 Llandrindod Wells - 01598 Lynton - 01599 Kyle | - 01xx(xx) - 016x(xx) - 01600 Monmouth - 01603 Norwich - 01604 Northampton - 01606 Northwich - 01608 Chipping Norton - 01609 Northallerton - 0161 Manchester - 01620 North Berwick - 01621 Maldon - 01622 Maidstone - 01623 Mansfield - 01624 Isle of Man - 01625 Macclesfield - 01626 Newton Abbot - 01628 Maidenhead - 01629 Matlock - 01630 Market Drayton - 01631 Oban - 01633 Newport - 01634 Medway - 01635 Newbury - 01636 Newark-on-Trent - 01637 Newquay - 01638 Newmarket - 01639 Neath - 01641 Strathy - 01642 Middlesbrough - 01643 Minehead - 01644 New Galloway - 01646 Milford Haven - 01647 Moretonhampstead - 01650 Cemmaes Road, Machynlleth - 01651 Oldmeldrum - 01652 Brigg - 01653 Malton - 01654 Machynlleth - 01655 Maybole - 01656 Bridgend - 01659 Sanquhar, Nithsdale - 01661 Prudhoe - 01663 New Mills - 01664 Melton Mowbray - 01665 Alnwick - 01666 Malmesbury - 01667 Nairn - 01668 Bamburgh - 01669 Rothbury - 01670 Morpeth - 01671 Newton Stewart - 01672 Marlborough - 01673 Market Rasen - 01674 Montrose - 01675 Coleshill - 01676 Meriden - 01677 Bedale - 01678 Bala - 01680 Isle of Mull – Craignure - 01681 Isle of Mull – Fionnphort - 01683 Moffat - 01684 Malvern - 01685 Merthyr Tydfil - 01686 Llanidloes und Newtown - 01687 Mallaig - 01688 Isle of Mull – Tobermory - 01689 Orpington - 01690 Betws-y-Coed - 01691 Oswestry - 01692 North Walsham - 01694 Church Stretton - 01695 Skelmersdale / Ormskirk - 01697 Brampton (6 fig.) - 016973 Wigton - 016974 Raughton Head - 016977 Brampton (4 & 5 fig.) - 01698 Motherwell - 017xx(x) - 01700 Rothesay - 01702 Southend-on-Sea - 01704 Southport - 01706 Rochdale, Rossendale - 01707 Welwyn Garden City und Potters Bar - 01708 Romford - 01709 Rotherham - 01720 Scilly-Inseln - 01721 Peebles - 01722 Salisbury - 01723 Scarborough - 01724 Scunthorpe - 01725 Rockbourne - 01726 St Austell - 01727 St Albans - 01728 Saxmundham - 01729 Settle - 01730 Petersfield - 01732 Sevenoaks - 01733 Peterborough - 01736 Penzance - 01737 Redhill - 01738 Perth - 01740 Sedgefield - 01743 Shrewsbury - 01744 St. Helens - 01745 Rhyl - 01746 Bridgnorth - 01747 Shaftesbury - 01748 Richmond - 01749 Shepton Mallet - 01750 Selkirk - 01751 Pickering - 01752 Plymouth - 01753 Slough - 01754 Skegness - 01756 Skipton - 01757 Selby - 01758 Pwllheli - 01759 Pocklington - 01760 Swaffham - 01761 Temple Cloud - 01763 Royston - 01764 Crieff - 01765 Ripon - 01766 Porthmadog - 01767 Sandy - 01768 Penrith - 017683 Appleby - 017684 Pooley Bridge - 017687 Keswick - 01769 South Molton - 01770 Isle of Arran - 01771 Maud - 01772 Preston - 01773 Ripley - 01775 Spalding - 01776 Stranraer - 01777 Retford - 01778 Market Deeping / Bourne - 01779 Peterhead - 01780 Stamford - 01782 Stoke-on-Trent - 01784 Staines-upon-Thames - 01785 Stafford - 01786 Stirling - 01787 Sudbury - 01788 Rugby - 01789 Stratford-upon-Avon - 01790 Spilsby - 01792 Swansea - 01793 Swindon - 01794 Romsey - 01795 Sittingbourne - 01796 Pitlochry - 01797 Rye - 01798 Pulborough - 01799 Saffron Walden | - 01xx(xx) - 018xx - 01803 Torquay - 01805 Torrington - 01806 Shetland, Sullom Voe - 01807 Ballindalloch - 01808 Tomatin - 01809 Tomdoun - 01821 Kinrossie - 01822 Tavistock - 01823 Taunton - 01824 Ruthin - 01825 Uckfield - 01827 Tamworth - 01828 Coupar Angus - 01829 Tarporley - 01830 Kirkwhelpington - 01832 Clopton - 01833 Barnard Castle, Teesdale - 01834 Narberth - 01835 St Boswells - 01837 Okehampton - 01838 Dalmally - 01840 Camelford - 01841 Newquay / Padstow - 01842 Thetford - 01843 Isle of Thanet - 01844 Thame - 01845 Thirsk - 01847 Thurso und Tongue - 01848 Thornhill - 01851 Great Bernera und Stornoway - 01852 Kilmelford - 01854 Ullapool - 01855 Ballachulish - 01856 Orkney - 01857 Sanday - 01858 Market Harborough - 01859 Harris - 01862 Tain - 01863 Ardgay - 01864 Tinto, Abington (Crawford) - 01865 Oxford - 01866 Kilchrenan - 01869 Bicester - 01870 Isle of Benbecula - 01871 Castlebay - 01872 Truro - 01873 Abergavenny - 01874 Brecon - 01875 Tranent - 01876 Lochmaddy - 01877 Callander, Trossachs - 01878 Lochboisdale - 01879 Scarinish, Tiree - 01880 Tarbert - 01882 Kinloch Rannoch - 01883 Caterham - 01884 Tiverton - 01885 Pencombe - 01886 Bromyard / Knightwick / Leigh Sinton - 01887 Aberfeldy - 01888 Turriff - 01889 Rugeley / Uttoxeter - 01890 Ayton und Coldstream - 01892 Tunbridge Wells - 01895 Uxbridge - 01896 Galashiels - 01899 Biggar - 019x(x) - 01900 Workington - 01902 Wolverhampton - 01903 Worthing - 01904 York - 01905 Worcester - 01908 Milton Keynes, Wolverton - 01909 Worksop - 0191 Tyne and Wear / Durham / City of Sunderland - 01920 Ware - 01922 Walsall - 01923 Watford - 01924 Wakefield - 01925 Warrington - 01926 Warwick - 01928 Runcorn - 01929 Wareham - 01931 Shap - 01932 Weybridge - 01933 Wellingborough - 01934 Weston-super-Mare - 01935 Yeovil - 01937 Wetherby - 01938 Welshpool - 01939 Wem - 01942 Wigan - 01943 Guiseley - 01944 West Heslerton - 01945 Wisbech - 01946 Whitehaven - 019467 Gosforth - 01947 Whitby - 01948 Whitchurch - 01949 Whatton - 01950 Sandwick - 01951 Colonsay - 01952 Telford, Wellington - 01953 Wymondham - 01954 Madingley - 01955 Wick - 01957 Mid Yell - 01959 Westerham - 01962 Winchester - 01963 Wincanton - 01964 Hornsea und Patrington, Withernsea - 01967 Strontian - 01968 Penicuik - 01969 Leyburn - 01970 Aberystwyth - 01971 Scourie - 01972 Glenborrodale - 01974 Llanon - 01975 Alford (Aberdeen) und Strathdon - 01977 Pontefract - 01978 Wrexham - 01980 Amesbury - 01981 Wormbridge - 01982 Builth Wells - 01983 Isle of Wight - 01984 Watchet (Williton) - 01985 Warminster - 01986 Bungay - 01987 Ebbsfleet - 01988 Wigtown - 01989 Ross-on-Wye - 01992 Lea Valley - 01993 Witney - 01994 St Clears, West Wales - 01995 Garstang - 01997 Strathpeffer - 02xx(xx) - 020 London (3, 7, 8) - 023 - Southampton (80, 81, 82) - Portsmouth (92, 93, 94) - 024 Coventry (75, 76, 77) - 028 Nordirland - Ballycastle (20) - Martinstown (21) - Ballymena (25) - Ballymoney (27) - Larne (28) - Kilrea (29) - Newry (30) - Armagh (37) - Portadown (38) - Banbridge (40) - Rostrevor (41) - Kircubbin (42) - Newcastle (Co. Down) (43) - Downpatrick (44) - Enniskillen (66) - Lisnaskea (67) - Kesh (68) - Coleraine (70) - Londonderry (71) - Limavady (77) - Magherafelt (79) - Carrickmore (80) - Newtownstewart (81) - Omagh (82) - Ballygawley (85) - Cookstown (86) - Dungannon (87) - Fivemiletown (89) - Belfast (90, 95) - Bangor (Co. Down) (91) - Lisburn (92) - Ballyclare (93) - Antrim (94) - Saintfield (97) - 029 Cardiff (20, 21, 22) |

## Geschichte der britischen Vorwahlen

### Einführung der Ortsvorwahlen
Der Selbstwählferndienst wurde in Großbritannien im Dezember 1958 eingeführt, allerdings erst 1979 vollendet. Als Ortsnetzvorwahlen dienten so genannte STD-Codes (Subscriber Trunk Dialling), die aus einer Null und drei Ziffern bestanden. Als Gedächtnisstütze entsprachen die ersten beiden Ziffern den Anfangsbuchstaben des Ortes. Wie in Frankreich wurden deshalb die Ziffern der Wählscheibe mit Buchstaben markiert.
Es war anhand der Vorwahl nicht direkt zu erkennen, in welchem Landesteil die gewählte Rufnummer lag (0224 = AB4 = Aberdeen in Schottland, 0227 = CA7 = Canterbury in Süd-England).
Die Vorwahl von London war 01, fünf weitere Großstädte (Birmingham, Edinburgh, Glasgow, Liverpool und Manchester) erhielten die ebenfalls verkürzten Vorwahlen 021 bis 061.
Durch die Einführung von neuen Ortsnetzen wurde es zunehmend schwieriger, Vorwahlen aufgrund der Buchstaben des Ortsnamens zu vergeben, und ab 1966 wurden Buchstaben zur Kennzeichnung von Rufnummern nicht mehr verwendet.

### 1990: Neue Vorwahl für London
Im Mai 1990 wurde die bisherige Vorwahl 01 für London geändert. Die inneren Stadtbezirke erhielten die Vorwahl 071, die äußeren 081. Damit war die Rufnummerngasse 01 frei.

### 1995: PhONEday
Der 16. April 1995 wurde von BT als PhONEday deklariert, an dem jeder Ortsvorwahl die Ziffer 1 (englisch: One) vorangestellt wurde. London erhielt damit die Vorwahlen 0171 und 0181.
Für einige Städte, die unter Rufnummernmangel litten, wurden neue Vorwahlen geschaffen:
| Stadt      | Alte Vorwahl | Neue Vorwahl |
| ---------- | ------------ | ------------ |
| Leeds      | 0532 (0LE2)  | 0113         |
| Sheffield  | 0742 (0SH2)  | 0114         |
| Nottingham | 0602 (0NO2)  | 0115         |
| Leicester  | 0533 (0LE3)  | 0116         |
| Bristol    | 0272 (0BR2)  | 0117         |

Mit dieser Maßnahme wurden die Rufnummerngassen 02 bis 09 frei und konnten für andere Dienste verwendet werden.
Am PhONEday wurde auch die Verkehrsausscheidungsziffer für Gespräche ins Ausland von 010 auf die international übliche Ziffernkombination 00 umgestellt.

### 1996–1998: Reading
| Stadt   | Alte Vorwahl  | Neue Vorwahl |
| ------- | ------------- | ------------ |
| Reading | 01734 (01RE4) | 0118         |

Die Vorwahl 0118 für Reading wurde nicht am Phoneday vergeben, sondern erst am 8. April 1996. Die alte Vorwahl 01734 (734=RE4) war noch bis zum 9. Januar 1998 ebenfalls gültig.

### 2000: Big Number Change
Unter dem Titel Big Number Change  wurde am 22. April 2000, dem Tag vor Ostern, eine weitere große Umstellung der britischen Telefonvorwahlen durchgeführt, bei der auch die Nummerngasse 02 für geographische Ortsvorwahlen verwendet wurde. Damit hatte auch London wieder eine einheitliche, herausragende Vorwahl.
| Stadt       | Alte Vorwahl  | Neue Vorwahl |
| ----------- | ------------- | ------------ |
| London      | 0171, 0181    | 020          |
| Southampton | 01703 (01SO3) | 023          |
| Portsmouth  | 01705 (01PO5) | 023          |
| Coventry    | 01203 (01CO3) | 024          |
| Nordirland  | verschiedene  | 028          |
| Cardiff     | 01222 (01CA2) | 029          |

In allen diesen Städten wurden damit auch achtstellige Rufnummern eingeführt. Die neuen Vorwahlen waren bereits ab 1. Juni 1999 erreichbar, der Parallelbetrieb endete für die verschiedenen Ortsnetze zwischen August und Oktober 2000.
Ofcom behält sich ausdrücklich die Möglichkeit vor, die Vorwahl 029, die an Cardiff vergeben wurde, auf ganz Wales auszuweiten, analog zur Vorwahl 028 für Nordirland.
An diesem Tag wurden alle Mobilnummern (Handys und Pager) in die Rufnummerngasse 07 verlegt. Zuvor waren diese Nummern in den Vorwahlbereichen 01, 03, 04 05, 08 und 09.
Als dritte Maßnahme wurden bestimmte Servicenummern in die Rufnummerngassen 08 und 09 verlegt.

## Telefonnummern in den Überseegebieten
Britische Überseegebiete gehören nicht zum Vereinigten Königreich und sind auch nicht in das britische Telefonnetz integriert. Verbindungen vom Vereinigten Königreich in die Überseegebiete werden als internationale Anrufe behandelt. Es gelten folgende internationale Vorwahlen:

### North American Numbering Plan
Britische Überseegebiete in Nord- und Mittelamerika sind in den North American Numbering Plan integriert:
- Anguilla +1 264
- Britische Jungferninseln +1 284
- Kaimaninseln +1 345
- Bermuda +1 441
- Montserrat +1 664
- Turks- und Caicosinseln +1 649

### Andere
- Britisches Territorium im Indischen Ozean +246
- Ascension +247
- St. Helena und Tristan da Cunha +290
- Gibraltar +350
- Akrotiri und Dhekelia +357 (im Rufnummernraum von Zypern)
- Falklandinseln +500
- Pitcairn-Inseln +64 (im Rufnummernraum von Neuseeland)

## Datenquellen
- The National Telephone Numbering Plan. (Memento vom 29. Oktober 2012 im Internet Archive) (PDF; 137 kB) Ofcom, 18. Juli 2012, 34 Seiten (englisch)
- National Code & Number Change Framework Document. (MS Word; 129 kB), Ofcom, zum Big Number Change (englisch)
- Errata Ofcom, Dezember 2011